# Нидам (Масачусетс)
Нидам (енгл. Needham) насељено је место без административног статуса у америчкој савезној држави Масачусетс.

## Демографија
По попису из 2010. године број становника је 28.886, што је 25 (-0,1%) становника мање него 2000. године.
| Група             | 2000.          | 2010.          |
| Белци             | 27.140 (93,9%) | 25.730 (89,1%) |
| Афроамериканци    | 201 (0,7%)     | 288 (1,0%)     |
| Азијати           | 1.024 (3,5%)   | 1.759 (6,1%)   |
| Хиспаноамериканци | 341 (1,2%)     | 618 (2,1%)     |
| Укупно            | 28.911         | 28.886         |